# Lijst van nummer 1-hits in de Radio 2 Top 30 in 2018
Deze hits stonden in 2018 op nummer 1 in de Belgische Radio 2 Top 30.
| Nummer | Datum        | Artiest                                          | Titel            |
| ------ | ------------ | ------------------------------------------------ | ---------------- |
| 746    | 6 januari    | Ed Sheeran                                       | Perfect          |
|        | 13 januari   | Ed Sheeran                                       | Perfect          |
|        | 20 januari   | Ed Sheeran                                       | Perfect          |
| 747    | 27 januari   | Camila Cabello                                   | Havana           |
| 746    | 3 februari   | Ed Sheeran                                       | Perfect          |
|        | 10 februari  | Ed Sheeran                                       | Perfect          |
| 748    | 17 februari  | BLØF & Geike Arnaert                             | Zoutelande       |
|        | 24 februari  | BLØF & Geike Arnaert                             | Zoutelande       |
|        | 3 maart      | BLØF & Geike Arnaert                             | Zoutelande       |
|        | 10 maart     | BLØF & Geike Arnaert                             | Zoutelande       |
|        | 17 maart     | BLØF & Geike Arnaert                             | Zoutelande       |
|        | 24 maart     | BLØF & Geike Arnaert                             | Zoutelande       |
|        | 31 maart     | BLØF & Geike Arnaert                             | Zoutelande       |
| 749    | 7 april      | Rudimental, Jess Glynne, Macklemore & Dan Caplen | These Days       |
| 750    | 14 april     | Marshmello & Anne-Marie                          | Friends          |
| 748    | 21 april     | BLØF & Geike Arnaert                             | Zoutelande       |
|        | 28 april     | BLØF & Geike Arnaert                             | Zoutelande       |
| 751    | 5 mei        | Niels Destadsbader                               | Verover mij      |
| 750    | 12 mei       | Marshmello & Anne-Marie                          | Friends          |
|        | 19 mei       | Marshmello & Anne-Marie                          | Friends          |
| 752    | 26 mei       | Calvin Harris & Dua Lipa                         | One Kiss         |
|        | 2 juni       | Calvin Harris & Dua Lipa                         | One Kiss         |
|        | 9 juni       | Calvin Harris & Dua Lipa                         | One Kiss         |
| 751    | 16 juni      | Niels Destadsbader                               | Verover mij      |
|        | 23 juni      | Niels Destadsbader                               | Verover mij      |
|        | 30 juni      | Niels Destadsbader                               | Verover mij      |
|        | 7 juli       | Niels Destadsbader                               | Verover mij      |
| 753    | 14 juli      | Regi & Jake Reese                                | Ellie            |
| 752    | 21 juli      | Calvin Harris & Dua Lipa                         | One Kiss         |
| 751    | 28 juli      | Niels Destadsbader                               | Verover mij      |
|        | 4 augustus   | Niels Destadsbader                               | Verover mij      |
| 752    | 11 augustus  | Calvin Harris & Dua Lipa                         | One Kiss         |
| 754    | 18 augustus  | George Ezra                                      | Shotgun          |
|        | 25 augustus  | George Ezra                                      | Shotgun          |
|        | 1 september  | George Ezra                                      | Shotgun          |
|        | 8 september  | George Ezra                                      | Shotgun          |
|        | 15 september | George Ezra                                      | Shotgun          |
| 755    | 22 september | Dean Lewis                                       | Be alright       |
|        | 29 september | Dean Lewis                                       | Be alright       |
| 756    | 6 oktober    | Bazart                                           | Grip (omarm me)  |
|        | 13 oktober   | Bazart                                           | Grip (omarm me)  |
| 754    | 20 oktober   | George Ezra                                      | Shotgun          |
| 757    | 27 oktober   | Tourist LeMC & Raymond van het Groenewoud        | Spiegel          |
|        | 3 november   | Tourist LeMC & Raymond van het Groenewoud        | Spiegel          |
|        | 10 november  | Tourist LeMC & Raymond van het Groenewoud        | Spiegel          |
|        | 17 november  | Tourist LeMC & Raymond van het Groenewoud        | Spiegel          |
|        | 24 november  | Tourist LeMC & Raymond van het Groenewoud        | Spiegel          |
|        | 1 december   | Tourist LeMC & Raymond van het Groenewoud        | Spiegel          |
|        | 8 december   | Tourist LeMC & Raymond van het Groenewoud        | Spiegel          |
|        | 15 december  | Tourist LeMC & Raymond van het Groenewoud        | Spiegel          |
| 758    | 22 december  | P!nk                                             | A million dreams |
|        | 29 december  | P!nk                                             | A million dreams |